# جينا روز
جينا روز (بالإنجليزية: Jenna Rose)‏ هي مغنية أمريكية، ولدت في 28 سبتمبر 1998 في لونغ آيلند في الولايات المتحدة.

## وصلات خارجية
- الموقع الرسمي
- جينا روز على موقع IMDb (الإنجليزية)